# 阿里·艾哈迈德
阿里·艾哈迈德（英語：Ali Ahmed；2000年10月10日—）是一名加拿大足球員，在場上司職後衛或中場。

## 生平

### 俱樂部生涯
2023年6月7日，艾哈邁德協助溫哥華白浪贏得加拿大足球錦標賽，並獲得最佳加拿大青年球員獎。

### 國家隊生涯
2023年6月，艾哈邁德入選加拿大男足大名單，隨隊出戰當年的美洲金盃。6月27日，他在對戰瓜德羅普的小組賽上完成大國家隊首秀。
2024年6月，艾哈邁德入選加拿大男足出戰2024年美洲盃的大名單。他先後在對戰委內瑞拉、阿根廷和烏拉圭的淘汰賽上替補登場。
2025年，艾哈邁德入選加拿大男足大名單，隨隊出戰當年的美洲金盃。在對陣庫拉索的小組賽上，艾哈邁德在下半場替補上陣，但在遭庫拉索後衛謝雷爾·弗洛拉尼斯鏟傷後被迫退場。

### 個人生活
艾哈邁德的父母是埃塞俄比亞奧羅米亞州人。他本人是伊斯蘭教信徒，並會在賴買丹月守齋。